# Прюньер (Верхние Альпы)
Прюнье́р (фр. Prunières, окс. Prunieras) — коммуна во Франции, находится в регионе Прованс — Альпы — Лазурный Берег. Департамент коммуны — Верхние Альпы. Входит в состав кантона Шорж. Округ коммуны — Гап.
Код INSEE коммуны — 05106.

## Население
Население коммуны на 2008 год составляло 289 человек.
| 1962 | 1968 | 1975 | 1982 | 1990 | 1999 | 2008 |
| ---- | ---- | ---- | ---- | ---- | ---- | ---- |
| 154  | 154  | 121  | 138  | 175  | 232  | 289  |

## Экономика
В 2007 году среди 175 человек в трудоспособном возрасте (15—64 лет) 130 были экономически активными, 45 — неактивными (показатель активности — 74,3 %, в 1999 году было 62,0 %). Из 130 активных работали 118 человек (60 мужчин и 58 женщин), безработных было 12 (6 мужчин и 6 женщин). Среди 45 неактивных 12 человек были учениками или студентами, 20 — пенсионерами, 13 были неактивными по другим причинам.

## Достопримечательности
- Церковь Сен-Совёр.
- Замок Вьер.
- Кладбищенская часовня.
- Часовня Сен-Мишель на острове посреди озера Сер-Понсон, наиболее часто фотографируемое место в Верхних Альпах.

## Фотогалерея

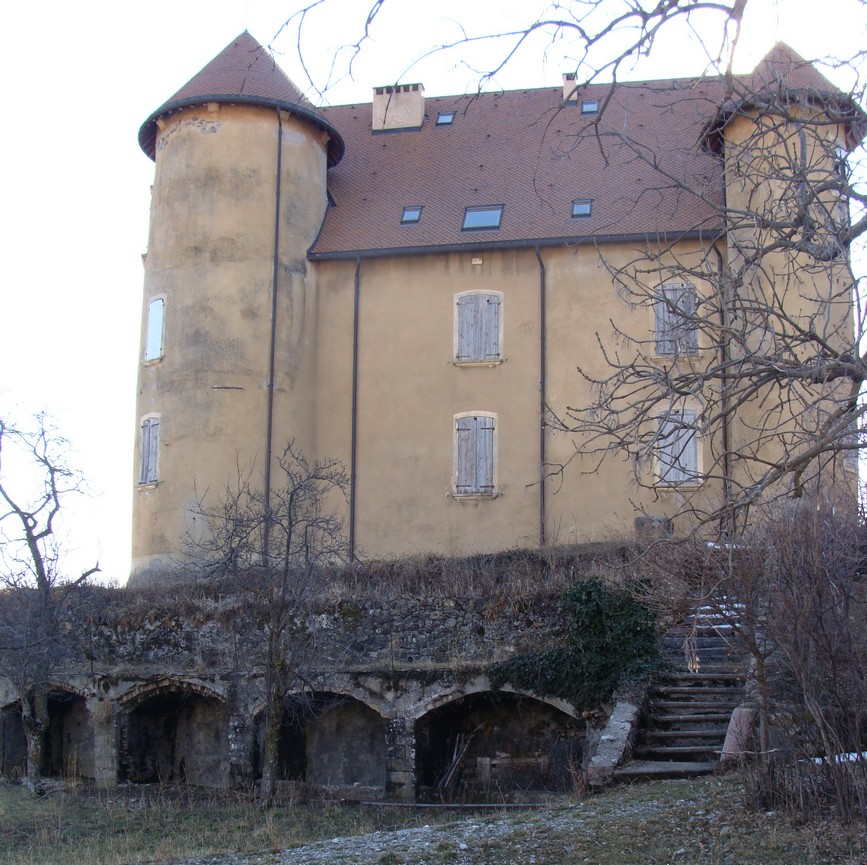
Замок Вьер
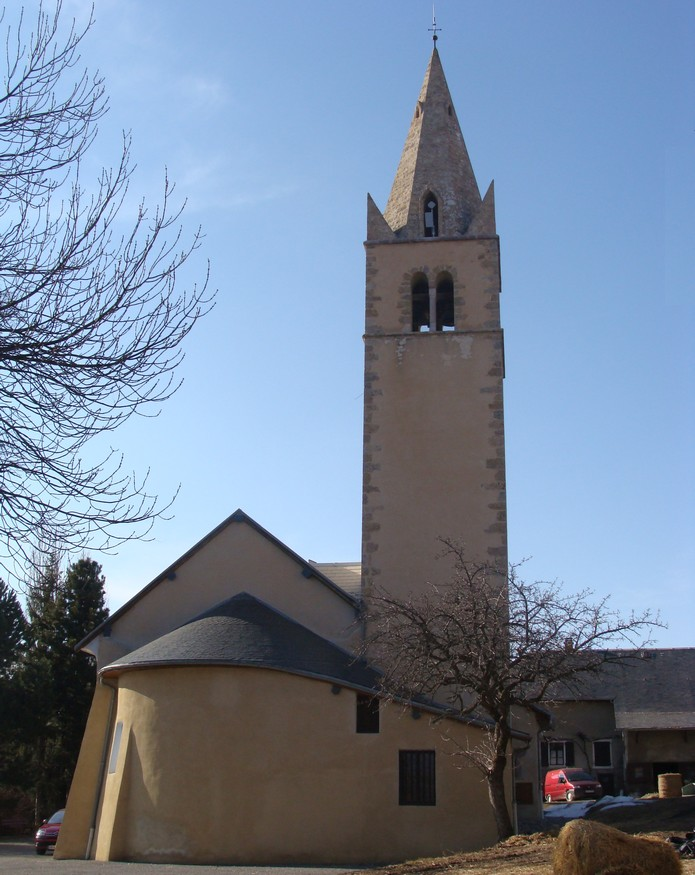
Церковь Сен-Совёр
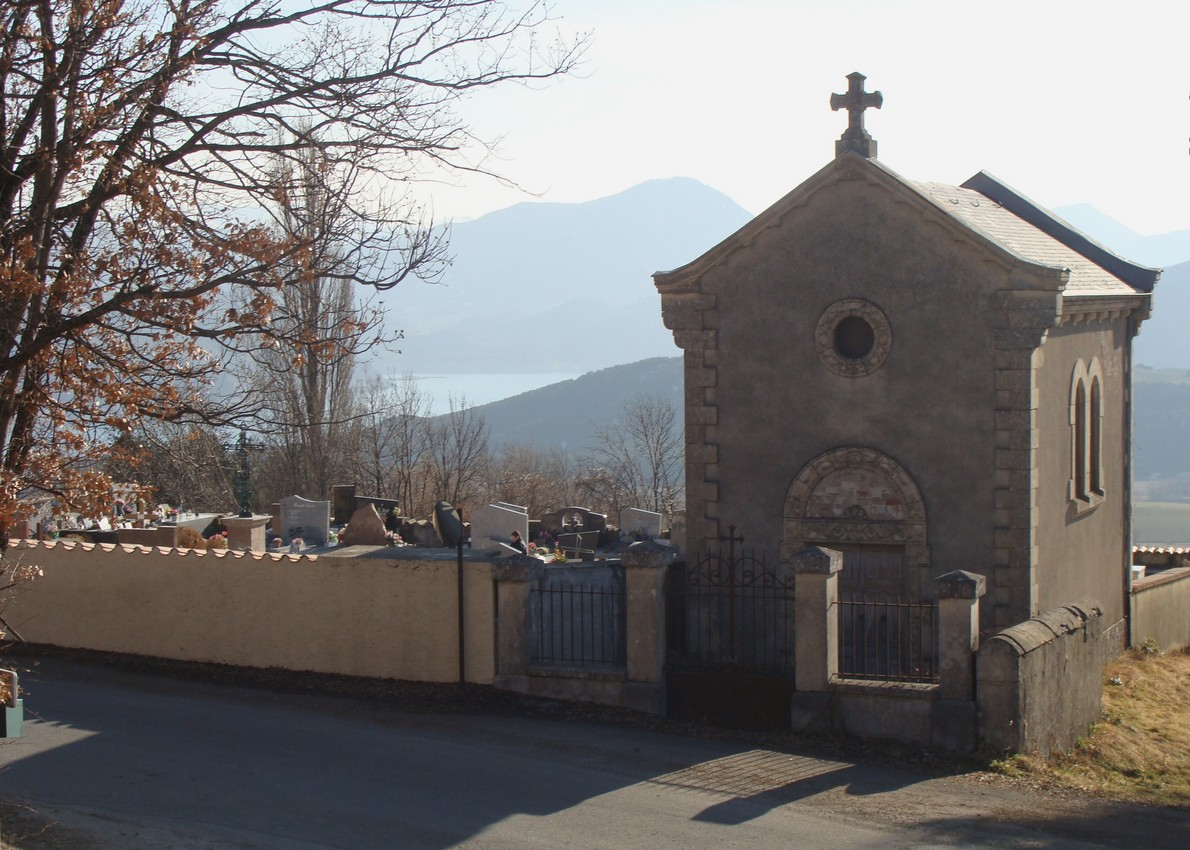
Кладбищенская часовня
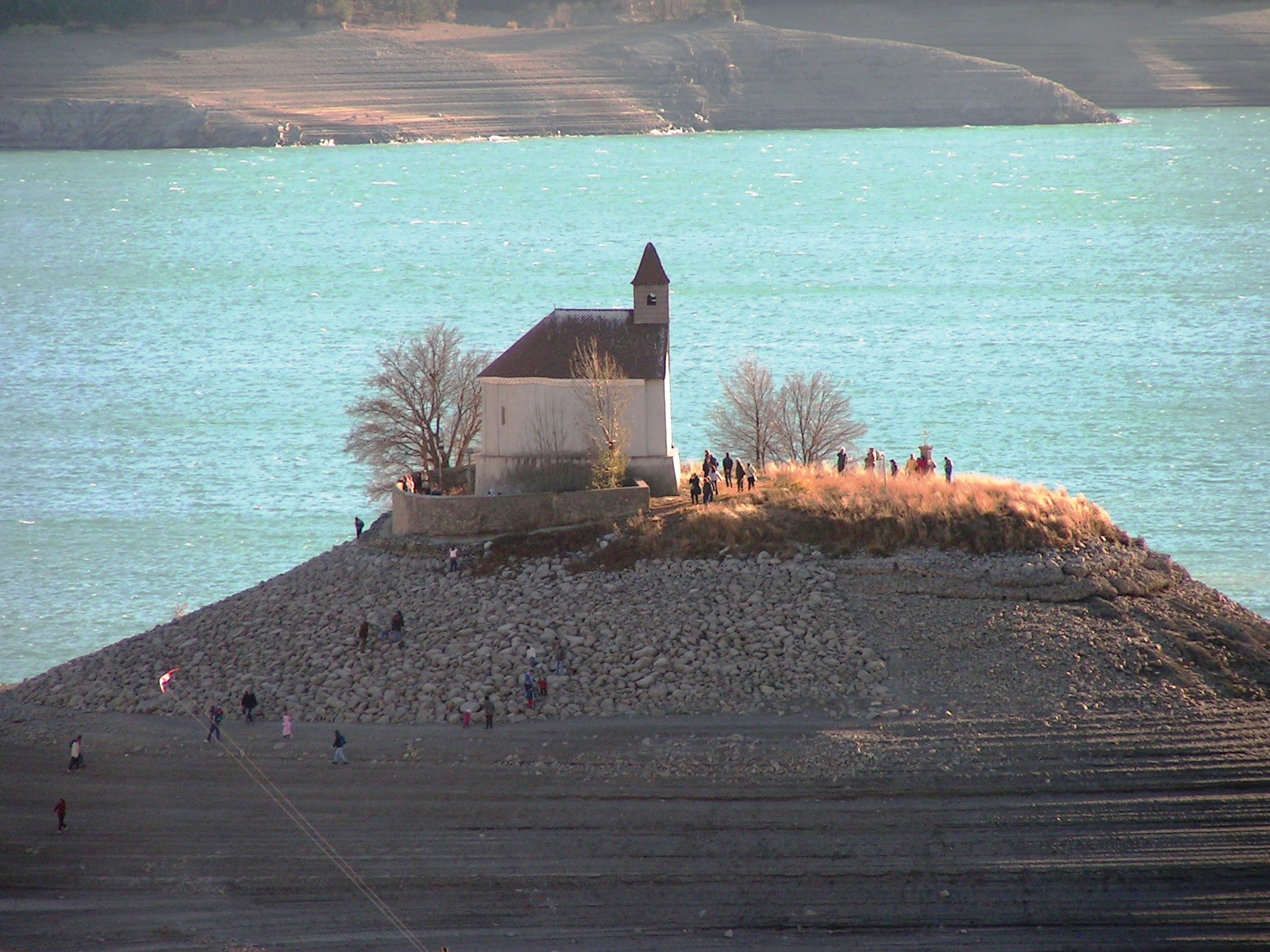
Часовня Сен-Мишель зимой